# Sanatorium Hilversum
Sanatorium Hilversum was een Nederlands tuberculose-sanatorium in de Noord-Hollandse plaats Hilversum.

## Geschiedenis
Het initiatief tot een sanatorium in Hilversum werd in 1908 genomen door de heer Peters van het sanatorium Hoog Laren in Blaricum. In 1909 werd daartoe de Hilversumsche Vereeniging tot bestrijding der Tuberculose opgericht. De vereniging opende een consultatiebureau in het Diakonessenhuis en in tenten op het terrein konden enkele patiënten gedurende de dag kuren. Frisse lucht en bedrust waren toen het voorschrift bij de behandeling van tuberculose. In 1919 werd door de overheid voor hetzelfde doel een barak ter beschikking gesteld. Samen met twee lighallen en eetzaal stond dit tot 1924 op het terrein van de Rooms-katholieke ziekenverpleging.
Ondertussen werd op november 1920 een permanent sanatorium gesticht aan de Soestdijkerstraatweg. De heer en mevrouw Feith-Kretschmar van Veen gaven daartoe hun jachthuis Boschrand voor vijf jaar in bruikleen, waarna het werd verbouwd tot sanatorium. In 1929 werd de vereniging zelf eigenaar van de villa, waarna in 1931 een uitbreiding naar ontwerp van Everwijn Verschuyl en zijn zoon volgde. Door de uitbreiding ging de capaciteit omhoog van 22 naar 30 bedden. Ook werd er in 1932 een vaste lighal in het omringende bos geplaatst, waardoor de capaciteit nog eens met 10 bedden omhoog ging.
Het sanatorium kon geëxploiteerd worden dankzij contributies, subsidies van het rijk en de gemeente, en dankzij giften. De belangrijkste collecte werd jaarlijks georganiseerd door de Nederlandse Vereeniging tot bestrijding der tuberculose, de zogenaamde Emmabloemcollecte.
Het aantal tuberculose-besmettingen nam af en in 1961 kreeg het sanatorium een andere bestemming. Het werd een revalidatiecentrum voor het Diaconessenhuis (het huidige Tergooi). In 1969 bouwde het ziekenhuis paviljoen bosrand op de plek van de oude villa. Van het sanatorium rest niets meer.